# بازرجان
بازَرجان یکی از روستاهای دهستان بازرجان بخش مرکزی شهرستان تفرش در استان مرکزی ایران است

جمعیت این روستا در سال ۱۳۸۵ خورشیدی ۱۳۶ نفر بود
جمعیت بازرجان بر اساس سرشماری سال ۱۳۳۵ برابر ۴۰۰ خانوار و حدود ۲۰۰۰ نفر بوده که به دلایل مختلف از جمله مشکلات اقتصادی، محدودیت و محرومیت شدید اهالی از حداقل امکانات رفاهی و بهداشتی اجبار به خودکفا بودند و اکثر اهالی قدیمی روستا به تهران و قم و سایر شهرهای بزرگ اطراف شهرستان مهاجرت نمودند و در حال حاضر نیز با وجود ساختمان‌های مدرنی که در روستا بنا شده، بازرجان در اکثر ماه‌های سال از جمعیت اصیل و بومی خود خالی بوده و تنها معدود مهاجرینی که از روستاهای تفرش به بازرجان آمده‌اند و تعداد معدودی از اهالی در آن سکونت دائمی دارند و از این‌رو نمی‌توان آمار دقیقی از جمعیت بازرجان ارائه داد.

همچنین منطقه شکار ممنوع بازرجان در ۱۵ کیلومتری شمال شهر تفرش قرار گرفته است و به دلیل تنوع جانوری بسیار غنی خود، تنها منطقه حفاظت شده در استان مرکزی میباشد و جانورانی همچون گرگ و روباه و سگ آبی و اردک و... در این منطقه کشف شده اند.
در شمال باختری بازرجان و در انتهای دره مشهد کوه بُرزه قرار دارد که بلندای آن از سطح دریا براساس نقشه‌های سال ۱۳۳۵ برابر ۱۹۹۹ متر است. این قله آتشفشانی از سلسله‌بلندی‌های شمالی بازرجان است که از کنار رودخانه قاراچای در عزالدین شروع و تا حوالی روستای رستگان تا نایه در غرب استان قم ادامه دارد.

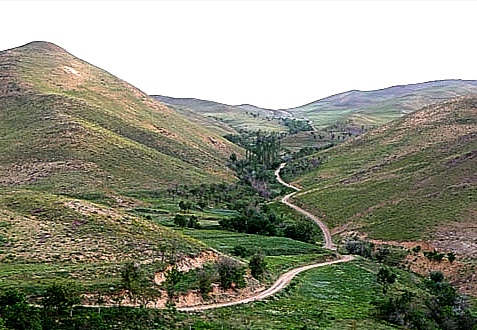
منطقه شکار ممنوع بازرجان

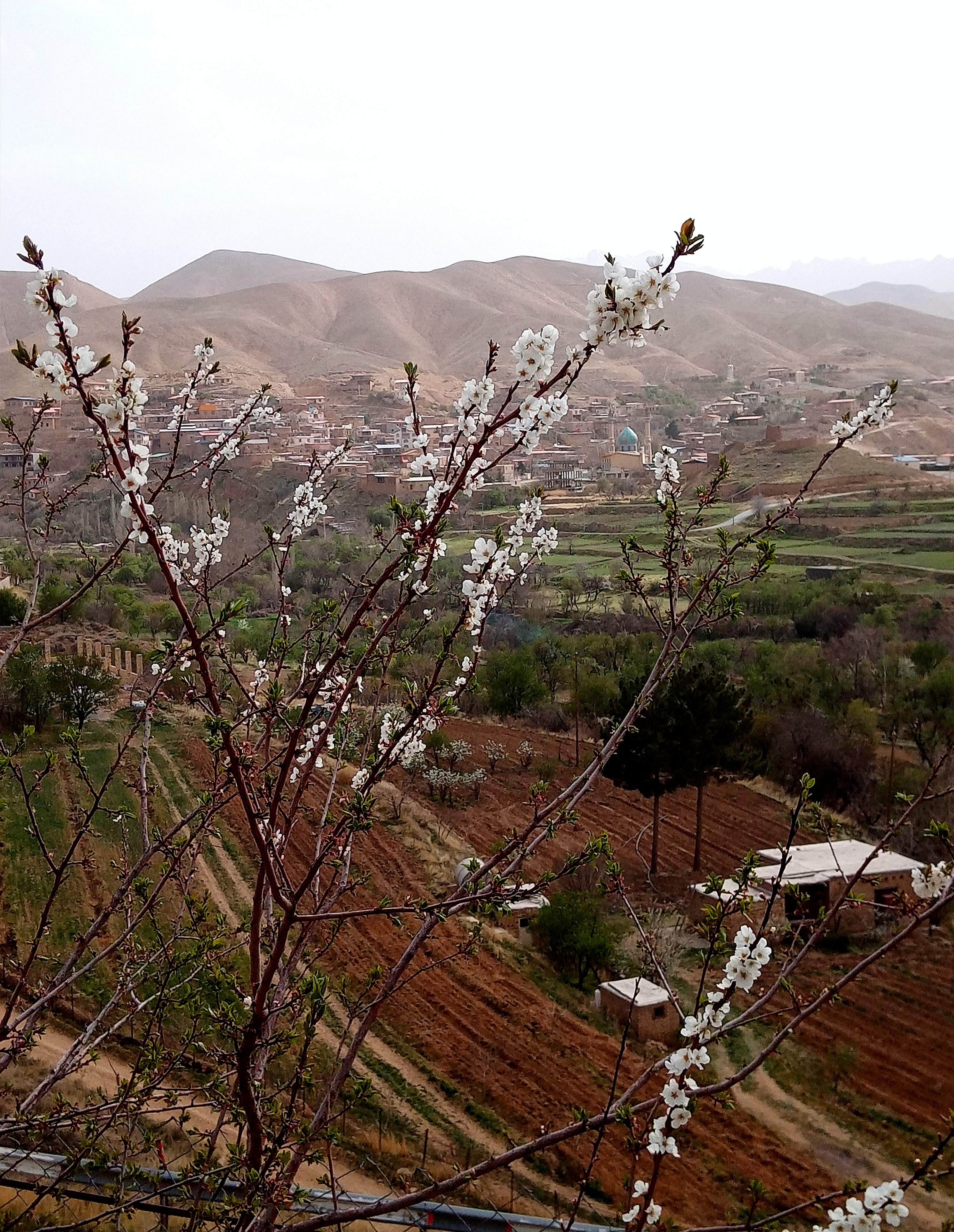
طبیعت بهاری بازرجان

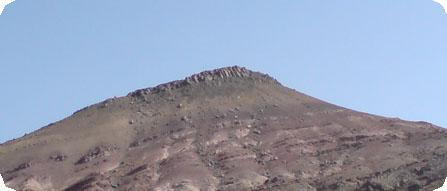
کوه برزه
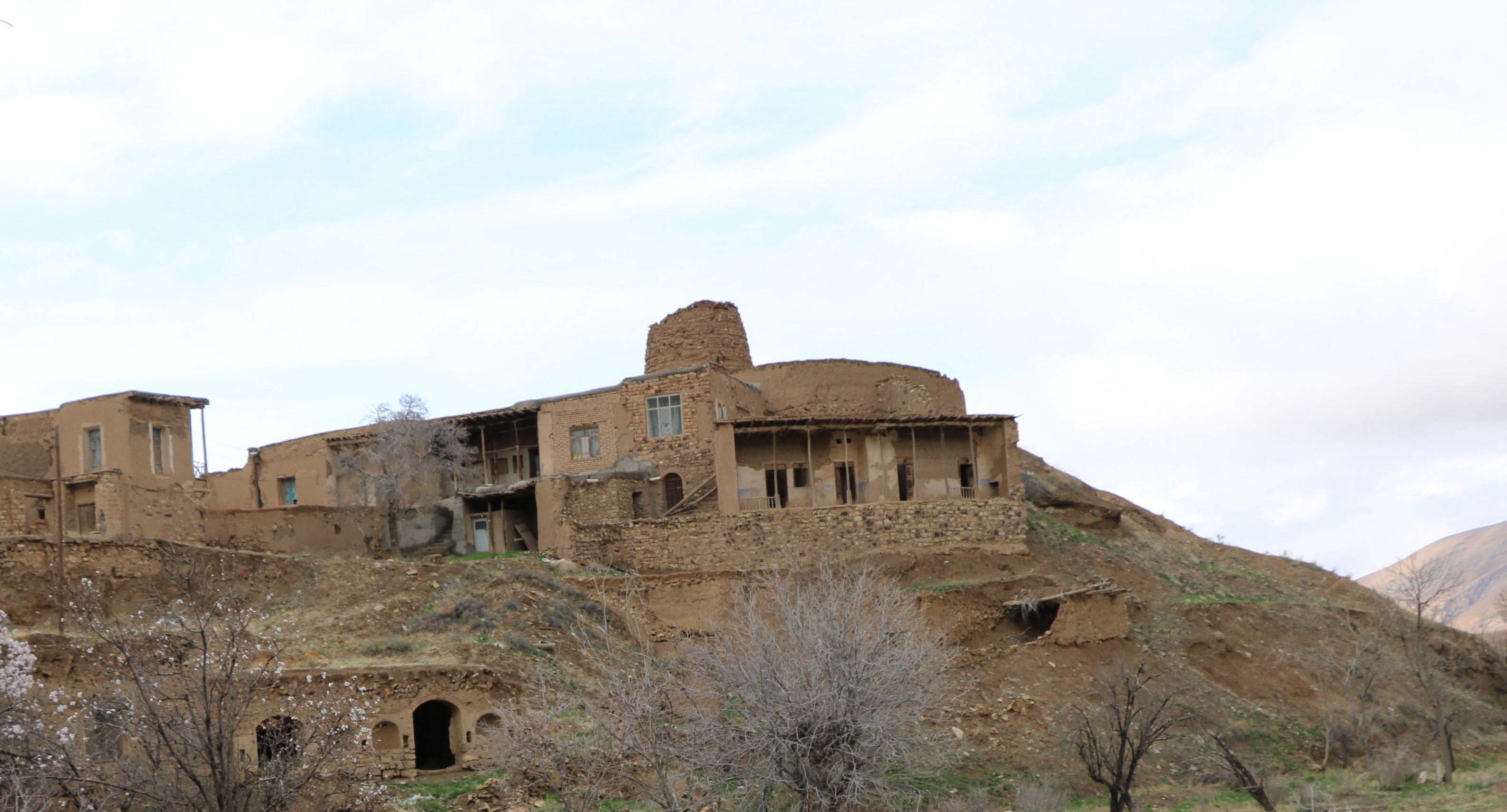
تپه مد حسین روستا بازرجان
طبیعت روستای مشهد بازرجان

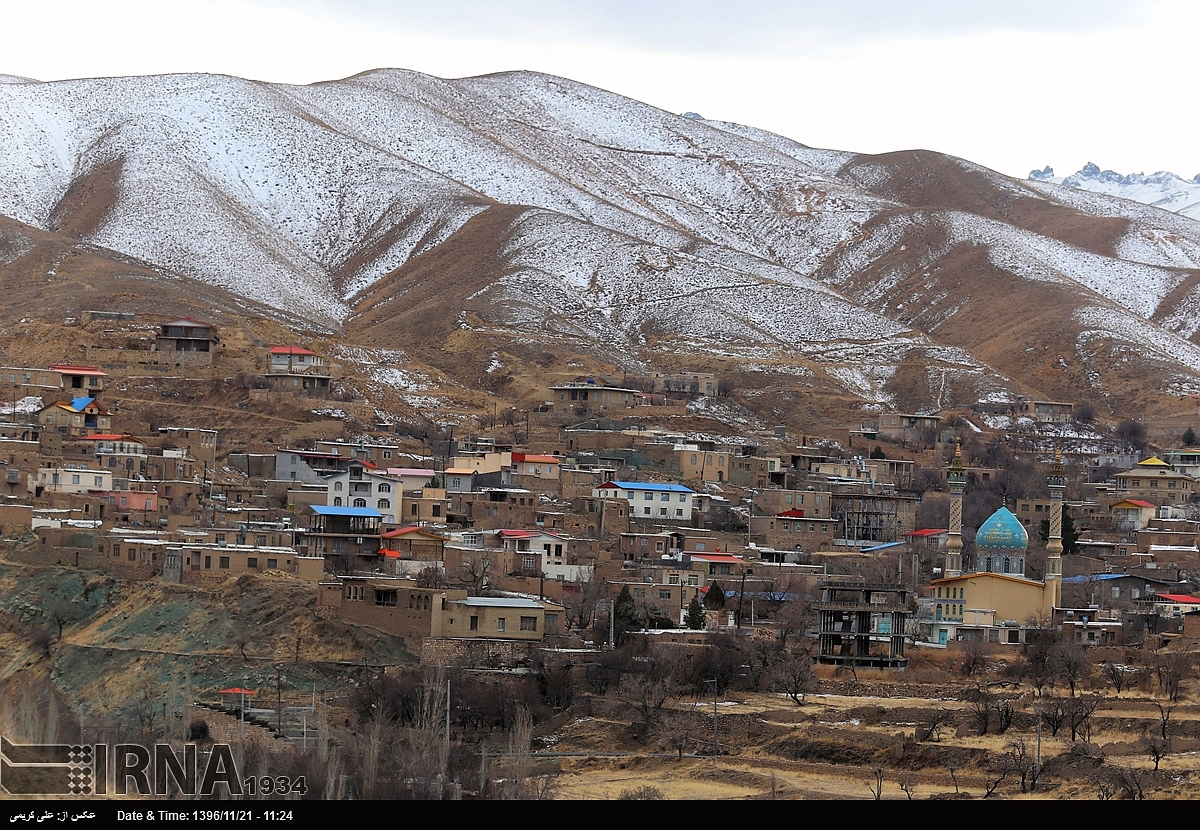
طبیعت زمستانی روستای بازرجان